# Aaaaarg
AAAAARG, auch AAAARGH (zunächst: AAARG, ein Akronym für Artists, Architects und Activists Reading Group, deutsch: Künstler, Architekten und Aktivisten Lesezirkel) ist eine Online-Plattform, um einen kritischen Diskurs über theoretische Texte außerhalb eines institutionellen Rahmens zu ermöglichen. Es wurde im Jahr 2005 von Sean Dockray gegründet und soll (als digitale Plattform) autodidaktische Aktivitäten unterstützen.

## Geschichte
2008 wurde in Los Angeles das Projekt The Public School initiiert: eine Schule, die ohne einen (vorgegebenen) Lehrplan autodidaktische Impulse unterstützen soll. Im Rahmen dieses Projekt diente AAARG als Bibliothek derselben. Anfangs beschrieb Dockray das Anliegen des Projekts folgendermaßen:

„AAAARG is a conversation platform – at different times it performs as a school, or a reading group, or a journal. AAAARG was created with the intention of developing critical discourse outside of an institutional framework.“

„AAAARG ist eine Diskussionsplattform – zu verschiedenen Zeiten tritt es als Schule, Lesekreis oder Zeitschrift auf. AAAARG wurde mit der Absicht gegründet, einen kritischen Diskurs außerhalb institutioneller Rahmen zu entwickeln.“

AAAARG ist eine offene Plattform für Künstler und Wissenschaftler und soll helfen, einen ständig wachsenden Katalog kritischer, theoretischer und philosophischer Texte zu sammeln, verbreiten und zu diskutieren. Die Website des Projekts bietet Zugang zu Büchern und Aufsätzen – über kritische Theorie, Kunst, Architektur und Film –, die durch verschiedene Schlüsselwörter, bibliografische Listen („issues“) und ein aktives Kommentarsystem untereinander verbunden sind.
Laut dem Gründer Sean Dockray wurde sie nicht entwickelt, um die Rechte an geistigem Eigentum anzufechten, sondern um Fragen des Zugangs neu zu verhandeln. Aufforderungen zu Unterlassungserklärungen von Verlagen (u. a. von Verso Books) seien entsprechend gehandhabt und die betroffenen Werke entfernt worden. 2010 drohte der Verlag Macmillan dem Projekt mit einer Klage – es handelte sich u. a. um Scans des Buches „Beyond Capital“ –, weswegen die Seite kurzzeitig vom Netz genommen wurde. Über die Plattform zirkulieren Scans von Büchern und Artikeln außerhalb ihrer geläufigen Bahnen, wie der Gründer Dockray in einem Interview sagt. Bahnen, die häufig durch ihre geografische Verteilung, ihren Preis, Verträge mit Verlagen usw. bestimmt werden, so dass die Plattform Menschen Zugang zu Texten ermöglicht, die sie vorher nicht hatten.
2014 wurde AAAAARG in den Katalog des Memory of the World aufgenommen.
Im Zuge einer Ausstellung 2019 im Haus der Kulturen der Welt wurde das Projekt neben Monoskop, UbuWeb und 0xdb.org als „Commons-Praxis“ von Web-Archiven thematisiert.

## Name
Im Zuge juristischer Klagen musste die Adresse der Website häufig geändert werden. So ist der Name als Akronym mit je einem A für Artist, Architects und Activists nicht mehr aktuell und wurde entsprechend um weitere A's erweitert. Dockray sagt dazu:

„When people say or write the name they have done it in all kinds of different ways, adding (or subtracting) As, Rs, Gs, and sometimes Hs. It’s had different names over time, usually adding on As as the site has had to keep moving. Since this perpetual change seems to be part of the nature of the project, my convention has been to be deliberately inconsistent with the name.“

„Wenn Leute den Namen sagen oder schreiben, haben sie es auf verschiedene Weise getan, indem sie As, Rs, Gs und manchmal Hs hinzugefügt (oder subtrahiert) haben. Es hatte im Laufe der Zeit verschiedene Namen, wobei in der Regel As hinzugefügt wurden, da die Website in Bewegung bleiben musste. Da diese ewige Veränderung Teil der Natur des Projekts zu sein scheint, war meine Vorgehensweise, bewusst inkonsequent mit dem Namen zu sein.“

## Weiterführende Weblinks
- Memory of the world
- Website des Projekts „AAA*RG“: aaaaarg.fail
- Website des Projekts „The Public School“: thepublicschool.org/ (Memento vom 27. April 2018 im Internet Archive)
- Jonathan Basile: „Who’s Afraid of AAARG?“, Artikel über das Projekt „AAA*RG“ im Magazin Guernica:
- monoskop.org/Aaaaarg mit weiterführender Literatur